# Flipnote Studio
Flipnote Studio (うごくメモ帳 Ugoku Memo-chou?, lit. Pasando páginas) es una aplicación gratuita descargable a través de la Tienda DSiWare de Nintendo DSi. Desarrollada por Nintendo EAD Tokyo, Flipnote Studio permite al usuario crear dibujos o notas animadas con el lápiz táctil, añadir sonido, y superponerlos para crear una animación fotograma por fotograma. Aunque se conocía anteriormente como Moving Notepad, la aplicación se publicó y se anunció en 2009 oficialmente como Flipnote Studio. Se lanzó en Japón el 24 de diciembre de 2008, en Estados Unidos el 12 de agosto de 2009 y en Europa y Oceanía el 14 de agosto del mismo año.
Esta aplicación viene incluida en la consola Nintendo DSi y su versión más grande.

## Características
Flipnote Studio ofrece al usuario tres herramientas primordiales para trazar, borrar y pintar. Con estas herramientas, el usuario puede crear fotogramas con dibujos animados, llamados "flipnotes". Hay otras características adicionales como seleccionar, encoger y ampliar el tamaño del dibujo, incluso también se pueden importar fotos en blanco y negro a través del álbum de la Cámara DSi  Una animación flipnote puede contener cientos de fotogramas, y para que vaya junto a la animación en sí, el usuario puede optar con grabar una pista de audio con el micrófono de la DSi.

## Flipnote Hatena
Poco antes del lanzamiento de Flipnote Studio en Japón, Nintendo anunció que se asociaría con el proveedor de servicios web japonés llamado Hatena para proporcionar medios para compartir las "flipnotes" creadas por todos los usuarios con el resto del mundo a través de Internet.
Flipnote Hatena fue el nombre de la web de Flipnote Studio que se conecta al sitio web de Flipnote Hatena así como la propia página web. Accediendo directamente al sitio web de Flipnote Hatena, aparte de poder compartir e intercambiar "flipnotes", también se podía puntuar las "flipnotes" que hayan subido otros, o también descargarlos a la consola. Los usuarios podían también editar o incluso continuar una "flipnote" creada por otro usuario siempre y cuando este lo permita.
En cuanto a la propia página web a través de Internet, Flipnote Hatena ofrecía a los usuarios la posibilidad de votar y comentar en el código HTML de cada "flipnote". Cualquier usuario podía también reportar una "flipnote" que se considere de contenido inapropiado. Las "flipnotes" que estén reportadas, no serán visibles a través de Flipnote Hatena (Intranet) y eran suprimidas de la web a la vez.
En las Flipnotes se podían otorgar estrellas de colores para puntuar y añadir a la lista de favoritas dicha Flipnote. Había distintos tipos de puntuación con estrellas, de las cuales eran:
- Estrella normal: Estas se podían otorgar indefinidamente y gratuitamente. Estas no tienen valor especial, sin embargo, el otorgar demasiadas estrellas gratuitas también tiene mérito.

- Estrella especial: De este tipo hay otros tres subtipos diferentes: verdes, azules, rojas y amarillas. Estas se tienen que adquirir comprándolos a través de la tienda virtual de Hatena, y tienen más valor que las estrellas amarillas, por lo que tiene mejor mérito recibir estrellas especiales.

- Compartir Flipnotes: Aparte de la página web Flipnote Hatena, las "flipnotes" también se podían compartir entre dos usuarios usando la conexión inalámbrica de la propia consola. Cuando se comparten flipnotes de esta manera, los usuarios pueden optar por guardar su información de contacto como amigos en la Nintendo DSi y en el sitio web de Flipnote Hatena. Las flipnotes también pueden compartirse a través de una tarjeta SD (que se pueden insertar en cualquier Nintendo DSI). Las "flipnotes" que quieras descargar tienen que guardadarse en la memoria de la consola o en la tarjeta SD.

El servicio finalizó el 31 de mayo de 2013, y se sustituyó por Flipnote Gallery: World, de la aplicación Flipnote Studio 3D.

## Actualizaciones
El 27 de abril del 2009, la segunda versión de Flipnote Studio se lanzó en Japón que podía adquirirse como una actualización a través de la Tienda DSiWare. En esta nueva versión se añadieron nuevas herramientas, como nuevos estilos de trazado, herramientas avanzadas de selección, de zum, la función de copy/paste, y la posibilidad de enviar "flipnotes" a través de Internet. Ugomemo se actualizó con las funciones del sitio web de Ugomemo Hatena, incluyendo el soporte de canales temáticos para clasificar cada flipnote, y la posibilidad de añadir comentarios a través del sitio Intranet de Flipnote Hatena desde la consola.
Aunque la actualización a la versión 2 no fue necesaria para que el programa continúe funcionando, Nintendo ha declarado que después de un período indefinido de tiempo, los usuarios de la versión 1 no podían acceder al sitio de Ugomemo Hatena.
El 19 de julio del 2009, la versión 2.1 fue lanzada en Japón. Esta última versión de la aplicación proporciona una nueva posibilidad de acceder al programa de comunicación con el sitio web de Hatena, corrigiendo algunos errores que tenían los usuarios a la hora de subir "flipnotes" de gran tamaño. Los usuarios de la nueva versión también pueden registrar su propia identificación de Hatena directamente desde el sitio web de Ugomemo Hatena.

## Desarrollo
Flipnote Studio fue desarrollado por Yoshiaki Koizumi y Hideaki Shimizu. Los dos empezaron trabajando en el proyecto sin el conocimiento de Nintendo EAD Tokyo. Fue creado principalmente como una utilidad para tomar notas digitales, y se consideró como una posible aplicación para WiiWare para transmitir notas desde la DS a la Wii para que se puedan compartir con otros usuarios que usen esta aplicación. Cuando se lanzó la Nintendo DSi en su día, el presidente de Nintendo, Satoru Iwata decidió que la compañía trabajara con Hatena, como este había desplazado recientemente de su departamento I&D de Kyoto, donde se encuentra Nintendo Corporate Labs.